# Zoran Planinić
Zoran Planinić (Mostar, 12. rujna 1982.) je bivši hrvatski profesionalni košarkaš koji je igrao na poziciji razigravača. Također je bio član Hrvatske košarkaške reprezentacije.

## Karijera

### Europa
Planinić se je rodio u Mostaru u Bosni i Hercegovini, tadašnjoj SFR Jugoslaviji. Tri godine je proveo u zagrebačkoj Ciboni, a 2001. izabran za MVP Hrvatske lige.
U ljeto 2006., New Jersey Netsi otkupljuju njegov ugovor, te odlazi u Europu i potpisuje za španjolsku TAU Cerámicu. S TAU-om dvaput osvaja Španjolski superkup i jednom Španjolsku ligu. 
U lipnju 2008., Planinić potpisuje 2-godišnji ugovor s ruskim CSKA.

### NBA
Planinić je izabran kao 22. izbor NBA drafta 2003. od strane New Jersey Netsa.  Ukupno je odigrao 3 sezone, a prosječno je postizao 4 poena, 1.4 skoka i 1.1 asistenciju. Kasnije se vratio u Europu, točnije u CSKA Moskvu.

## Hrvatska košarkaška reprezentacija
Planinić je bio član Hrvatske U-22 reprezentacije koja je na Svjetskom U-22 prvenstvu osvoijla srebrnu medalju. Danas je član Hrvatske košarkaške reprezentacije, s kojom je sudjelovao na Eurobasketu 2005. i na Eurobasketu 2007.
te na Eurobasketu 2009. Još je nastupio na Olimpijskim igrama u Pekingu.

## Vanjske poveznice
- NBA.com profil
- NBA Statistika  Arhivirana inačica izvorne stranice od 17. lipnja 2017. (Wayback Machine) na basketball-reference.com
- Euroliga.com profil